# Liste von BASIC-Dialekten
Aufgrund der seit Jahrzehnten bestehenden Popularität der Programmiersprache BASIC existieren zahlreiche BASIC-Implementierungen auf einer Vielzahl von Plattformen. Entsprechend den sehr unterschiedlichen Umgebungen und Einsatzzwecken wurde eine hohe Zahl von Implementierungen entwickelt, bei denen in nicht wenigen Fällen die Unterstützung zusätzlicher Funktionalitäten und Spracherweiterungen wichtiger erschien als die Portabilität, die die Beschränkung auf einen gemeinsamen Standard voraussetzen würde.
Zu den Einsatzfeldern von BASIC zählen die frühen Heimcomputer, bei denen BASIC auch zugleich als Systemoberfläche diente, die Verwendung als allgemeine Programmiersprache, teilweise auch mit Unterstützung objektorientierter Techniken, die Nutzung als Skriptsprache alleinstehend oder im Rahmen einer Anwendung und eingebetteter Systeme.

## Liste plattformübergreifender BASIC-Dialekte
- B4X – Eine Gruppe von RAD Entwicklungsumgebungen für die Zielplattformen Java (B4J), Android (B4A), iOS (B4i) und Arduino (B4R).
- BASICODE – BASIC-Standard für eine große Zahl verschiedener 8-Bit-Heimcomputer
- Basic-256 – Ein Open Source BASIC Interpreter, vor allem gedacht für (jüngere) Schüler
- Bas7 (Unix, Linux, BSD, Windows, macOS) – Ein Open Source BASIC Interpreter, geschrieben in Seed7, der kompatibel zu GW-BASIC und anderen alten BASIC Dialekten ist.[1]
- BBC BASIC, zeitweiliger Standard in Großbritannien, weit verbreitet, mehrere Rechnerhersteller, für Acorn/BBC Micro, Amstrad-NC100, NC150, NC200, RISC OS, Tiki 100, Cambridge Z88, CP/M, später auch Commodore 64, Sinclair ZX Spectrum, MS-DOS, Windows, NetBSD und Linux
- Blassic – Klassischer Open Source BASIC-Interpreter, der Zeilennummern braucht für Linux und Windows. Viele kompatible Befehle zu ZX Spectrum und CPC.
- BlitzMax – Die Syntax basiert auf Blitz Basic, ist allerdings eine Weiterentwicklung, die auch professionelle Spieleentwickler ansprechen soll, da B.M. in Sachen Funktionalität mit den „Großen“ C++ und C mithalten können soll.
- bwBASIC (Bywater BASIC) – Interpreter, ist GW-BASIC nachempfunden. Für die Linux-Konsole (POSIX) und für MS-DOS.
- FreeBASIC (DOS, MS Windows und GNU/Linux) – Eine Neuauflage des alten Microsoft QuickBASIC bzw. QBasic. Die Syntax ist nahezu identisch, jedoch fallen DOS-Beschränkungen weg. Es ist eine fast zu 100 % QuickBASIC-kompatible 32-Bit-Open-Source-Sprache (GPL). Darüber hinaus unterstützt FreeBASIC objektorientierte Programmierung.
- GFA-BASIC – wurde ursprünglich für den Atari ST konzipiert, später auch für AmigaOS, MS-DOS und Windows umgesetzt. War eine Zeitlang der Quasistandard für den Atari ST.
- GLBasic ist eine vollständige 2D/3D/netzwerkfähige, plattformunabhängige Programmiersprache speziell zur Spiele-Entwicklung.
- HotBasic HotBasic ist ein neuerer Basic-Compiler für die Anwendungsarten CONSOLE, CGI, GUI, DLL und OBJ, der nativen Maschinencode erzeugt.[2]
- KBasic ist ein auf Qt beruhendes BASIC für Windows, macOS und Linux und beinhaltet eine visuelle Programmierumgebung.
- Mallard BASIC, von Locomotive BASIC, unter CP/M, unter anderem für den Joyce und Sinclair ZX Spectrum
- Microsoft BASIC – viele Varianten und Hardware-Plattformen
- PowerBASIC – kurz PB genannt, ist ein leistungsfähiger kommerzieller BASIC-Compiler für DOS und Windows. PowerBASIC ist der Nachfolger von Borlands Turbo Basic und wurde vom ehemaligen Borland-Mitarbeiter Bob Zale entwickelt, der Inhaber der Firma PowerBASIC Inc. ist. Für Windows gibt es PowerBASIC als Console-Compiler (PB/CC) und als Compiler für Programme mit graphischer Bedienoberfläche (PB/Win).
- PureBasic – Crossplattform-Applikationssprache. Schneller Compiler, plattformübergreifendes BASIC mit vielen Funktionen für Windows, Linux, AmigaOS, macOS und Raspberry Pi OS
- QB64  – Eine IDE mit zeichenorientierter Benutzerschnittstelle für BASIC unter Windows (XP bis 8.1), Linux und macOS in 32- und 64-Bit, unterstützt Android als Zielplattform. Ähnlich QBasic/Quick Basic 4.5. Zusätzlich bietet es viele neue eigene Befehle. So gibt es Grafikfunktionen bis 32-Bit, können BMP-, PNG-, JPEG-, GIF-Grafiken geladen werden, unterstützt WAV, OGG, MP3 und vieles mehr.
- RapidQ ist ein freies, an Visual Basic angelehnter BASIC für grafische Oberflächen, arbeitet aber weitgehend mit QuickBasic-Befehlen. Mit Rapid-Q kann man Programme für Windows, Linux, Solaris/Sparc und HP-UX schreiben.
- REALbasic – plattformübergreifendes BASIC. Objektorientierte, Visual Basic ähnliche Basic-Variante für die Macintosh-Plattform (Mac OS und macOS), Linux und Windows.
- sdlBasic: Ein freies BASIC, das auf die Grafikbibliothek von SDL aufbaut. Basierend auf wxBasic.
- Spiderbasic ist eine neue webclient-seitige Programmiersprache, die auf den BASIC-Regeln basiert. Sie ermöglicht die Entwicklung sehr komplexer, fensterbasierter Webanwendungen, einschließlich Mobiler Apps für iOS und Android. Es bietet einen großen Befehlssatz, um komplexe und reaktive GUIs, 2D-Spiele und vieles mehr in einer einheitlichen Weise zu handhaben.
- SmallBasic – Ein kleiner Open Source (GPL) BASIC-Interpreter, der auf Palm OS, Windows, MS-DOS, Linux u. a. läuft.
- StarOffice Basic (auch bekannt als StarBasic und OOoBasic)
- True BASIC (MS-DOS, Windows, Macintosh) – ein direkter Abkömmling des Ur-BASICs „Dartmouth BASIC“, von den Erfindern von BASIC vermarktet, streng standardkonform.
- Vintage BASIC, ein sehr eng am Standard des frühen Microsoft BASIC (und damit Commodore BASIC) gehaltenes Open Source BASIC
- Visual Basic .NET, auch als „VB.Net“ bekannt – Implementierung innerhalb des .Net-Frameworks von Microsoft.
- wxBasic ist ein Open Source BASIC auf Basis des plattformübergreifenden Toolkits wxWidgets – ein GPL-Interpreter, der die plattformübergreifende wxWidgets-Bibliothek nutzt. Für Linux und Windows.
- X11-Basic  – Interpreter und Compiler ohne IDE für BASIC unter UNIX Workstation, Linux, Windows, Android, Atari ST, TomTom und Raspberry Pi. Programme mit GUI (Look & Feel ähnlich Xaw) möglich. Dialekt ähnlich GFA-BASIC.
- XBasic – Open-Source-Compiler mit GUI-Designer (für Windows und Linux)
- Xojo – (früher REALbasic und Real Studio) ist eine objektorientierte Programmiersprache mit Visuellen Entwicklungsumgebungen für macOS, Linux und Windows und basiert in ihren Befehlen und der Syntax auf der Programmiersprache BASIC.
- YaBasic – Kleiner Interpreter (für Linux, inzwischen auch für Windows und PlayStation 2 verfügbar) (GPL)

## Liste von BASIC-Dialekten für eine Plattform

### MS-DOS
- BASICA – „BASIC Advanced“ bzw. „Advanced BASIC“ – Erweiterung von IBM Cassette BASIC (siehe unten) um Diskettenbefehle. Auf IBM-PC-kompatiblen Computern, denen das BASIC im ROM fehlt, war zwecks Kompatibilität das Kommando BASICA oft eine identische Kopie von GW-BASIC, das auch ohne ROM-BASIC funktionierte.[3]
- GBasic – Interpreter mit vielen Grafikroutinen.
- GW-BASIC – zu BASICA kompatibel, läuft aber auch auf IBM-PC-kompatiblen Computern (auch „PC-Klone“ bzw. „PC-Clones“) und anderen Personal Computern ohne originales IBM-ROM mit zu MS-DOS kompatiblem DOS; auf vielen OEM-Versionen von MS-DOS ist es bis vor Version 5.0 auch enthalten.
- IBM Cassette BASIC – in den ersten IBM PCs im ROM mitgeliefert („ROM BASIC“), das unabhängig von PC DOS (bzw. MS-DOS) läuft und Kompaktkassetten als Speichermedium verwendet. Cassette BASIC ist auf IBM-PC-kompatiblen Computern wegen Lizenzproblemen nicht im BIOS integriert, weshalb auch BASICA auf „PC-Klonen“ (den „IBM-PC-Kompatiblen“ der 1980er und 1990er Jahre) nicht funktioniert.
- MOLE Basic – Merty’s Own Language Extension BASIC.
- Moonrock Basic Compiler – Kleiner Compiler.
- QuickBASIC – Entwicklungsumgebung von Microsoft mit Compiler. Das abgespeckte QBasic (nur Interpreter) wurde in den MS-DOS Versionen ab 5.0 (bis 6.22 sowie, als Teil von Windows 9x, MS-DOS 7.00/7.10) ausgeliefert.
- PB/DOS, das ist der PowerBASIC-Compiler für DOS
- Revelation BASIC (MS-DOS)
- Turbo Basic Ein kommerzieller BASIC-Compiler für DOS der Firma Borland. Vgl. BASIC/Z, PowerBASIC
- UBasic – Interpreter mit vielen Mathe-Routinen.
- Visual Basic Classic in der Version 1.0

### Linux / Unix
- KBasic – Eine visuelle Programmierumgebung für BASIC unter Linux KDE von Bernd Noetscher. Ähnlich Visual Basic.
- Gambas – Eine visuelle Programmierumgebung für BASIC unter Linux KDE von Benoit Minisini. Ähnlich Visual Basic.
- Gnome Basic ist ein Projekt das die Entwicklung eines zu Visual Basic Classic kompatiblen BASIC für Gnome anstrebt. Die Entwicklung wurde aber inzwischen eingestellt und im Zuge der Unterstützung von Visual Basic .NET durch Mono weitergeführt.
- HBasic – Objektorientierte Open-Source-BASIC-IDE. HBasic ist eine auf Qt basierende IDE und ein BASIC Dialekt ähnlich Visual Basic
- Phoenix Object Basic – Übersetzung der Windows Software Envelop für Derivate des Betriebssystems Linux.
- PureBasic – siehe Windows → PureBasic
- QB64  – siehe Liste plattformübergreifender BASIC-Dialekte → QB64
- X11-Basic  – siehe Liste plattformübergreifender BASIC-Dialekte → X11-Basic
- Xojo – (früher REALbasic und Real Studio) ist eine objektorientierte Programmiersprache mit Visuellen Entwicklungsumgebungen für macOS, Linux und Windows und basiert in ihren Befehlen und der Syntax auf der Programmiersprache BASIC.
- BaCon Basic  – proceduraler Basic nach C Konverter

### Mac OS
- Objective-Basic – Eine BASIC Programmiersprache speziell für Cocoa-Programmierung von Bernd Noetscher. Ähnlich Objective-C. Nutzt beliebte Apple-Technologien.
- KBasic – Eine visuelle Programmierumgebung von Bernd Noetscher. Ähnlich Visual Basic.
- Chipmunk BASIC freie Software ab System 6 bis z. Zt. macOS (bis 10.6 „Snow Leopard“)
- FutureBASIC
- MS BASIC for Macintosh
- Omikron BASIC – Wurde ursprünglich für Atari ST entwickelt und später auf Mac OS portiert und für macOS weiterentwickelt.
- QuickBASIC 1.0 für Mac OS
- PureBasic siehe Windows → PureBasic
- QB64  – siehe Liste plattformübergreifender BASIC-Dialekte → QB64
- Xojo – (früher REALbasic und Real Studio) ist eine objektorientierte Programmiersprache mit Visuellen Entwicklungsumgebungen für macOS, Linux und Windows und basiert in ihren Befehlen und der Syntax auf der Programmiersprache BASIC.

### AmigaOS
- ABasiC – Relativ beschränkt, wurde anfänglich von MetaComCo mitgeliefert.
- AmigaBASIC – Etwas komfortabler als ABasiC, siehe MS BASIC for Macintosh. Lief aber ab AmigaOS 2.x nicht mehr.[4] Daher keine weitere Auslieferung. Grafikfunktionen sehr langsam. Nutzt hierfür z. B. Blitterchip nicht.
- AMOS BASIC – Eine BASIC-Version für den Amiga zur Spieleentwicklung. Portierung von STOS BASIC für den Atari ST.
- BlitzBasic – Der Amiga-Vorgänger der gleichnamigen modernen BASIC-Variante. Dieser Compiler wurde 2001 in AmiBlitz umbenannt und ist seitdem Open Source.
- HiSoft BASIC – Ein BASIC-Compiler mit erweitertem Befehlssatz und eigenem Editor. Sein Vorteil: Er war zu 100 % kompatibel mit AmigaBASIC
- PureBasic – siehe Windows → PureBasic

Lief aber mit neueren AmigaOS Varianten nicht mehr. Weiterentwicklung oder Patch hierfür gab es von GFA nicht. Zumindest im Aminet ist eine Lösung des Problems zu finden.
- Maxon Basic – sehr schnelles und leistungsstarkes Basic besonders für AmigaOS 2.x und 3.x. Verwandt mit HiSoft Basic. Letzte bekannte Variante 3.

### PC/GEOS
- NewBasic
- R-BASIC – Die neueste und weiter in Entwicklung begriffenen Basic-Version für PC/GEOS ab Version GeoWorks 2.0 bis zu Breadbox Ensemble 4.
- GeoBasic

### Atari TOS
- FaST Basic
- Omikron BASIC – Wurde lange Zeit mit neuen Atari STs ausgeliefert in Deutschland und den meisten anderen europäischen Ländern außer UK. Es wurde auf Mac OS portiert und für macOS weiterentwickelt.
- GFA-BASIC – Die erste Version wurde 1986 vollendet und für den Atari ST herausgebracht.
- ST BASIC – War der ursprünglich mitgelieferte BASIC-Interpreter aus dem Hause ATARI.
- STOS BASIC – Eine BASIC-Version für den Atari ST zur Spieleentwicklung. Vorgänger von AMOS BASIC für den Amiga.
- X11-Basic  – siehe Liste plattformübergreifender BASIC-Dialekte → X11-Basic

### Palm OS
- HotPaw Basic (yBasic, cbasPad Pro) – Interpreter mit GUI und Soundfunktionen.
- NS Basic – IDE und Bytecode-Interpreter.

### Android
- QB64  – siehe Liste plattformübergreifender BASIC-Dialekte → QB64
- RFO-Basic – Richard Feynman-Observatorium-Basic (nur für Android, sehr umfangreich)
- X11-Basic  – siehe Liste plattformübergreifender BASIC-Dialekte → X11-Basic

### Pocket Viewer(CASIO PV)
- OWBasic – Schnelles Compiler-/Interpreter-System, Open-Source[6][7]

### Commodore VC-20, C-64 und andere 8-Bitter von Commodore
- Commodore BASIC war in allen Commodore-Rechnern als ROM integriert. Es baut auf einem frühen Microsoft-BASIC auf. Folgende Versionen existieren:
  - V1 – diese Version wurde im Commodore PET sowie den Nachfolgemodellen der CBM-3000-Serie verbaut
  - V2 – dies war die bekannteste Version, die in einigen CBM-Bürorechnern, im VC-20 und im C-64 eingesetzt wird
  - V3.5 – das BASIC des C-16 und Plus/4 mit umfangreichen Grafik- und Soundfunktionen sowie einigen Diskettenfunktionen
  - V4.0 – BASIC der späteren Commodore Bürorechner ab der CBM-4000-Serie mit umfangreichen Diskettenfunktionen
  - V7.0 – das integrierte Basic des C128 führte alle Befehle der Versionen V3.5 und V4.0 zusammen und unterstützte außerdem weitere Befehle, z. B. zum Bank Switching für den größeren Speicher des C128
  - V10.0 – nicht mehr fertiggestelltes BASIC des nie offiziell erschienenen C65, das mit Befehlen wie 'LOADIFF' und 'GENLOCK' interessante Neuerungen bot (viele Befehle waren bereits vorgesehen, aber noch nicht implementiert, als das Projekt eingestellt wurde, so dass oft ein '?COMMAND NOT IMPLEMENTED ERROR' ausgelöst wird)
- geoBASIC – BASIC für Gebrauch mit GEOS.
- Graphics BASIC – Erweiterung des Commodore Basic V2
- Exbasic Level II – verbessertes BASIC für den C64, das von Diskette geladen oder per Modul installiert wird. Es stammt ursprünglich von den Bürocomputern von Commodore. Es sind spezielle Funktionen zur Entwicklung von Bürosoftware enthalten.
- LaserBASIC (Oasis Software/Ocean), für die Spieleprogrammierung entwickelte, auf Forth basierende Sprache[8]
- Simons’ Basic – verbessertes BASIC für den C64, das von Diskette geladen oder per Modul installiert wird. Hier gibt es auch eine Erweiterung mit Befehlen, die im deutschsprachigen Raum kaum bekannt waren. Grafische Funktionen sind teilweise sehr langsam.

### Atari, 400/800/XL/XE und andere 8-Bitter von Atari
- Atari BASIC (aka Sheperdson BASIC), ROM-Version für Atari-8-Bit-Computer (z. B. Atari 800 XL). Eingebauter ROM-BASIC-Interpreter
- Atari Microsoft BASIC
- BASIC A+
- BASIC XE
- BASIC XL
- Turbo-BASIC XL (1985) (als Interpreter oder Compiler) → Happy Computer. Ein mittlerweile als Freeware freigegebener BASIC-Interpreter für den ATARI XL/XE. Selbst der 'langsame' Turbo-BASIC-Interpreter war schon ca. 4-mal so schnell wie das eingebaute BASIC/; Autor war Frank Ostrowski, einer der späteren Entwickler von GFA-BASIC.

### Apple II
- Apple Business BASIC
- Applesoft BASIC – baut auf demselben Microsoft-Code auf wie das Commodore BASIC. Standard ab dem Apple II+ und Apple II Europlus.
- Chinese BASIC – modifiziertes Applesoft BASIC, das hauptsächlich in taiwanesischen Apple-Klonen verwendet wurde
- Integer BASIC – eine Eigenschöpfung von Steve Wozniak. Hieß ursprünglich einfach „Apple BASIC“. Für damalige Verhältnisse extrem schnell und speichereffizient, weicht aber relativ stark vom Standard ab. Unterstützte nur Integers. Standard auf dem Apple I und dem ursprünglichen Apple II.

### Amstrad-/Schneider-Computer
- BASIC-E
- BBC BASIC
- CBASIC, Compiler (Digital Research)
- CPC Basic
- Fabacom, (FAst BAsic COMpiler) (DMV Software)
- Locomotive BASIC, im ROM der Schneider CPCs, Version 1.0 und 1.1, später noch Hardwaretreiber
- LaserBASIC (Oasis Software/Ocean), für die Spieleprogrammierung entwickelte, auf Forth basierende Sprache[8]
- Mallard BASIC
- MBASIC, Compiler (Microsoft)
- MBASIC, Interpreter (Microsoft)
- Nevada BASIC, (Ellis Computing)
- Hisoft Turbo Basic, (Hisoft)
- ZBasic

### Sinclair-Rechner und Varianten
- Beta BASIC (Sinclair ZX Spectrum)
- LaserBASIC (Oasis Software/Ocean), für die Spieleprogrammierung entwickelte, auf Forth basierende Sprache[8]
- SAM BASIC (SAM Coupé)
- Sinclair BASIC (Sinclair ZX80, ZX81/TS1000, Sinclair ZX Spectrum)
- SuperBasic (Sinclair QL)

### KC-Rechner und Varianten
- HC-BASIC, KC 85 u. a. DDR-Computer
- KC-BASIC, KC 87 u. a. DDR-Computer
- RBASIC, Bildungscomputer robotron A 5105 bzw. ALBA PC 1505

### CP/M
- BASIC-E oder submarine BASIC
- CBASIC, Compiler (Digital Research)
- MBASIC – Weiterentwicklung von OBASIC, ebenfalls von Microsoft. MBasic war ein von Microsoft entwickeltes BASIC (mit einfachem Zeileneditor), das zum Beispiel unter CP/M lief. Für viele CP/M-Maschinen gab es eigene Versionen, die die jeweilige Hardware besser unterstützten.
- OBASIC – Von Microsoft.

### Enterprise 64/128 bzw. Mephisto PHC 64
- IS-Basic (Enterprise 64/128 bzw. Mephisto PHC 64), Interpreter über externes ROM-Port-Modul – IS-Basic-Screenshot

### MSX-Rechner
- MSX Basic, Microsoft, für die MSX Homecomputer, auf ROM

### Oric 1, Oric Atmos
- Oric Extended Basic – Eine auf Microsoft Basic Version 1 basierende Anpassung an die Oric-Rechner Oric 1 und Oric Atmos.

### Texas Instruments (TI 99/4A)
- TI BASIC (Anmerkung: ohne Bindestrich, vgl. TI-Basic)
- TI Extended BASIC

### TRS-80
- Color BASIC, für den Tandy TRS-80 Color Computer (CoCo)
- Microsoft Level III BASIC für Tandy/RadioShack TRS-80
- TRS-80 Level I BASIC (TRS-80) (auf Palo Alto TinyBASIC-Basis)
- TRS-80 Level II BASIC (TRS-80) (auf MS BASIC Basis)
- Extended Color BASIC, Tandy TRS-80 Color Computer und Dragon 32, Dragon 64 Computer

### MITS Altair 8800
- Altair BASIC (auch bekannt als MITS 4K BASIC, MITS 8K BASIC, Altair Disk Extended BASIC) (MITS Altair 8800, S-100-Bus) – das erste Produkt von Microsoft

### Windows
- Blitz Basic – Compiler für Spieleprogrammierung mit DirectX-Unterstützung. Für Amiga und Windows. Die Amiga-Version ist um einiges älter und nicht zur Windows-Version kompatibel.
- KBasic ist ein auf Qt basierendes kommerzielles BASIC für Windows, macOS und Linux und beinhaltet eine visuelle Programmierumgebung. Einzig die Linux-Version wird kostenlos angeboten, solange der Source-Code der eigenen Anwendungen freigegeben wird.
- Brutus2D ist eine Programmiersprache für den Hobby-Spieleprogrammierer.
- DarkBASIC – Compiler zur Spieleprogrammierung.
- Envelop – Eine Nachbildung von Visual Basic 3. Die Software wurde später in Phoenix Object Basic umbenannt und zudem für das Betriebssystem Linux übersetzt.
- FNX Basic – Bytecodeinterpreter von 2006/2007, Freeware, ähnlich wie RapidQ.
- GamesBasic – Freie und objektorientierte Basic-Variante zur Spieleprogrammierung.
- GLBasic – Leistungsfähiger multibetriebssystemfähiger Compiler zur Spieleprogrammierung.
- IBasic – Mit WinAPI- und DirectX-Unterstützung.
- Jabaco – erzeugt plattformunabhängigen Java-Bytecode
- JustBasic – eine Light-Version von Liberty Basic
- Liberty Basic – zu Visual Basic ähnlicher Bytecode-Interpreter.
- Nuclear Basic – eine an Blitz Basic angelehnte Programmiersprache mit integrierter Physik, Grafikeffekten und DirectX 11 Unterstützung. Zusätzlich kann eine Nuclear Fusion Variante für C++ und Nuclear Studio, einem WYSIWYG Editor, erworben werden.
- PowerBASIC – moderner, erheblich weiterentwickelter Nachfolger von Turbo Basic.
- Profan/Profan² – Einsteigerfreundliche Programmiersprache
- PureBasic – Einsteigerfreundliche, schnelle Programmiersprache, welche viele Plattformen unterstützt und durchaus mit den „Großen“ wie C#, C++ und VB mithalten kann.
- RUN Basic – Ein Online-Compiler von den Machern von Just- und Liberty Basic
- QB64  – siehe Liste plattformübergreifender BASIC-Dialekte → QB64
- Visual Basic Classic – Microsofts objektorientierte Basic-Variante. Dialekt mit einer visuellen Programmierumgebung für BASIC.
- FBSL – „Freestyle Basic Script Language“ mit Objekten, Sockets, GUI, Regex, Threads usw.
- Small Basic – Microsofts Basic-Variante für Kinder. Basierend auf der .NET-Umgebung.
- X11-Basic  – siehe Liste plattformübergreifender BASIC-Dialekte → X11-Basic
- Xojo – (früher REALbasic und Real Studio) ist eine objektorientierte Programmiersprache mit Visuellen Entwicklungsumgebungen für macOS, Linux und Windows und basiert in ihren Befehlen und der Syntax auf der Programmiersprache BASIC.
- XProfan – leistungsfähiges Basic mit OpenGL-Integration, API-kompatibel, Datenbanken, Fensterverwaltung, Community und ausführliche Dokumentation.

### Programmierbare Taschenrechner
- TI-Basic (Anmerkung: mit Bindestrich, vgl. TI BASIC) (Programmierbare Taschenrechner von Texas Instruments)
- MPF-BASIC BASIC-Variante für den Microprofessor I
- CASIO BASIC (programmierbare Taschenrechner von Casio)

### BASIC-Dialekte für Spielkonsolen
- Atari 2600 Basic Programming (hat mit echtem BASIC fast nur den Namen gemeinsam)
- Family BASIC, BASIC V3, BASIC des Nintendo Famicom
- Game BASIC, Sega Saturn
- GB Basic, Game Boy (Color)
- DragonBASIC für den Game Boy Advance
- PSX Chipmunk BASIC, PlayStation
- BasiEgaXorz, Sega Mega Drive
- Sega BASIC Level 2, Sega BASIC Level 3, BASIC des Sega Computer 3000
- Sega Home BASIC, BASIC des Sega Computer 3000
- SmileBASIC, zum Programmieren von Spielen für verschiedene Nintendo-Konsolen (DSi, 3DS, Wii U und Switch)[9]
- YaBasic, PlayStation 2

## Eingebettetes BASIC/BASIC-Scripting

### BASIC in Hardware/Mikrocontroller
- ADbasic, Compiler und Programmiersprache für ADwin-Geräte
- BASCOM, Cross-Compiler für die AVR-Architektur und den 8051
- BASIC++, BASIC-Programmiersprache für C-Control-Mikrocontrollermodule
- EURO Z80 BASIC, Interpreter für den Z80[10][11]
- MMBasic, ein von Geoff Graham entwickelter Interpreter für diverse 32-Bit-Mikrocontroller, den Raspberry Pi sowie DOS/Windows
- NiliBasic, Cross-Compiler unter Linux für den 8051[12]
- PBASIC, eine BASIC-Version für den BASIC-Stamp-Mikrocontroller
- PICAXE Programming Editor, Entwicklungsumgebung für PICAXE-Mikrocontroller (ein PICmicro-Derivat)
- SEPIA Advanced BASIC, schneller Interpreter für SEPIA IPC/PAC-Systeme[13]
- Tiger-Basic, High Speed Multitasking BASIC für Mikrocontroller der BASIC-Tiger-Familie
- Tiny-MP-Basic in U8830 D
- X11 Basic, Variante für die TomTom/ARM-Linux-Plattform

### Innerhalb anderer Anwendungen eingebettetes BASIC
- Caché Basic, Skriptsprache für Caché Datenbank
- LotusScript (Lotus Notes)
- StarOffice Basic (aka StarBasic) (LibreOffice, OpenOffice.org, StarOffice)
- Visual Basic for Applications (aka VBA) (Microsoft Office auf Windows und Macintosh)
- WordBasic (Microsoft Word vor Word 97)

### Auf BASIC gründende Skriptsprachen
- AutoIt, AutoHotkey – zur Fernsteuerung anderer Programme (z. B. über Simulation von Mausklicks), gute CHM-Dokumentation, einfache integrierte GUI-Programmierung
- ScriptBasic, (Win32 und GNU/Linux) – Skriptsprache BASIC (L-GPL)
- Visual Basic Script (aka VBS, VBScript)

## Unbekannte/andere/weitere BASIC-Dialekte
- Alvyn BASIC
- Automation Basic zur Programmierung von technischen Anwendungen
- ASIC (Programmiersprache), DOS
- B32 Business Basic, Data General Eclipse MV, UNIX, MS-DOS
- BASEX, BASIC-Dialekt für die Dietz Mincal 621, entwickelt am Institut für Physik der Universität Freiburg im Auftrag von Dietz
- BASIC/Z, CP/M, MDOS
- BASIC09, OS-9 auf Motorola 6809 und 68K CPU
- BASIC-11, DEC PDP-11 und RSX-11
- BASIC-G, MAŤO
- BASIC-PLUS, DEC PDP-11, RSTS/E und RSX-11
- Business Basic
- Business Basic eXtended (BBx), plattformunabhängig, seit 2001 implementiert als Business Basic on Java (BBj)
- CBASIC, CP/M und MS-DOS, Vorläufer war BASIC-E
- Compaq BASIC, OpenVMS-Systeme
- Dartmouth BASIC – das Ur-BASIC. Siehe auch True BASIC.
- Data General Business Basic, für DG Nova und ff. Minicomputer
- DEC BASIC, OpenVMS
- Ethos Basic, Windows
- Galaksija BASIC, BASIC des Galaksija, welches auf dem TRS-80 Level I BASIC basiert und angepasst wurde
- GeoBASIC, Leica TPS 1000/1100
- HiSoft Basic, Atari ST, Amiga und ZX Spectrum
- HotBasic, Win32, Linux
- HP BASIC, basierend auf DECs BASIC-PLUS-2 für RSX-11/M
- HP BASIC, HP, zur Steuerung von GPIB Interfaces
- HTBasic, TransEras Erweiterung von HP BASIC
- jProfan, ereignisorientierte und plattformunabhängige Programmierung graphischer Oberflächen unter dem jUI.
- Luxor Basic, Luxor ABC80
- MapBasic, MapInfo
- MAI Basic Four Business Basic, verschiedene Mini-Computer[14]
- Mobile BASIC
- Intel MCS-Basic
- N88-BASIC, NEC PC8801/9801, in Japan meistverbreitet
- Northstar BASIC, Processor Technology, NorthStar Horizon, später angepasst x86 als Bazic '86
- OBAS (Programmiersprache), in INVEP integrierter Makroprogrammiersprache, angelehnt an HP BASIC mit Datenbankerweiterungen
- Omikron BASIC
- Sharp BASIC, Sharp Pocketcomputer
- SMC Basic, TOS, VMS[15]
- SmartBASIC, Coleco Adam
- T-BASIC 7, Toshiba Paspia (7)
- THEOS Multi-User Basic
- Tiny BASIC, oft auf S-100
- VAX BASIC, OpenVMS
- Vilnius BASIC
- Watcom Basic
- XYBASIC, eigenständiges, aber auch unter CP/M sowie ISIS-II laufendes Basic von 1978